# 京师五城坊巷胡同集
《京师五城坊巷胡同集》是明朝人张爵所撰的一本记载北京胡同的书。
张爵，字天锡，号省庵。湖广应城人，明朝嘉靖年间人士，生活于北京。该书记载明朝嘉靖年间北京城内城有900多条胡同，外城有300多条胡同。

## 其它关于北京风物专著
- 清朱彝尊：《日下旧闻》
- 清朱一新：《京师坊巷志稿》
- 清富察敦崇：《燕京岁时记》
- 清孙承泽：《春明梦余录》
- 清震钧：《天咫偶闻》
- 民张江裁：《燕京访古录》
- 民多田贞一：《北京地名志》
- 民夏仁虎：《旧京琐记》
- 民陈宗蕃：《燕都丛考》
- 今王灿炽：《燕都古籍考》